# Jarensk
Jarensk (ryska: Яренск) är en ort i Archangelsk oblast i Ryssland. Folkmängden uppgick till 3 660 invånare vid folkräkningen 2010.
Jarensk finns dokumenterat så tidigt som 1384, som vägstation mellan Novgorod och Uralbergen.